# December Moon
Albums de Morbid
Rehearsal
(1987) Last Supper
(1988)
December Moon est une cassette audio et la première démo du groupe de metal extrême suédois Morbid. L'album est enregistré aux Thunderload Studios de Stockholm les 5 et 6 décembre 1987. Avec cette démo, Morbid se popularise et obtient un grand impact dans la scène black metal suédoise. December Moon est rééditée en 1994 et 2000.

## Développement
December Moon est la première démo du groupe suédois Morbid,. L'album est enregistré aux Thunderload Studios de Stockholm les 5 et 6 décembre 1987, avant la séparation du groupe en 1988. Le groupe explique qu'à cette période : « On voyait les autres groupes vendre leurs démos à Stockholm alors on s'est dit pourquoi ne pas faire de même. Sandro du groupe Mefisto nous a présenté aux mecs de Heavy Load qui avait un studio, et ça nous a intéressé. En tout, ça nous a pris 16 heures. On était des amateurs alors on laissait l'ingénieur faire son boulot. [...] Apparemment, la démo est devenue célèbre quand Dead est mort, ce qui est triste. »
December Moon est auto-produite et publiée en 1987, et par la suite éditée sous formats vinyle et CD. L'album contient initialement les chansons My Dark Subconsious, Wings of Funeral, From the Dark et Disgusting Semla. Pour Metal Music Archives, notamment, December Moon est « extrême » pour « un vieil album », et lui attribue une note de trois étoiles (60 %).
En 2011, Morbid s'associe avec le label Century Media Records pour la publication de Year of the Goat — qui reprend la démo December Moon, annoncée le 4 avril la même année, en Europe. 

## Liste des titres
1. My Dark Subconscious[1]
2. Wings of Funeral[1]
3. From the Dark[1]
4. Disgusting Semla[1]

Réédition (2000)
1. My Dark Subconscious (réédité)
2. Wings of Funeral (réédité)
3. Tragic Dream / From the Dark (réédité)
4. Citythrasher (réédité)
5. Deathexecution (réédité)
6. Disgusting Semla (réédité)

## Crédits
- Per « Dead » Ohlin – chant[1]
- Napolean Pukes – guitare, chœur[1]
- John Lennart – guitare, chœur[1]
- Dr. Schitz – basse[1]
- Drutten – batterie, chant[1]